# Port lotniczy Teresina
Port lotniczy Teresina (IATA: THE, ICAO: SBTE) – port lotniczy położony w Teresina w stanie Piauí w Brazylii.